# E-MU Proteus
E-MU Proteus（イーミュー プロテウス）は、アメリカのE-MU Systemsが、1989年から製造・販売していたシンセサイザー（音源モジュール）である。
本項ではシリーズ各機と、「Proteus」の名称は持たないが同系列である各機種の概要を記載する。

## 概要
Proteusシリーズは、1989年当時には最高レベルのスペックであったE-MU Emulator IIIサンプラーの「サンプリング周波数44.1kHz、量子化ビット数16ビット」というスペックをROMベースで実現したPCM音源モジュールである。プリセット音源としての性質をもちつつ、様々なモジュレーションソースをユーザーが任意のパラメータに接続できるデジタルモジュラーシステムによるシンセサイズと、最初からマルチティンバーでの使用を前提としていることを特徴とする。
初期のモデルにはフィルターが搭載されていなかったが、後年のモデルではE-MUの特許技術であるZ-Planeフィルターが搭載されて音づくりの幅を広げた。

なおE-MU Systemsは、2010年の「SHORT BOARD49/LONG BOARD61の発売を最後に、2016年10月現在は楽器を製造しておらず、ヘッドフォンやスピーカーのブランドとなっている。

## 音源システム
Proteusシリーズは、1989年のProteus1から1998年のProteus2000、さらには2000年代のソフトウェア「Proteus X」に至るまで、ほぼ一貫したシステムをもつ。その概要を下記に記載する。

### パッチコード・モジュレーション
Proteusシリーズでは、シンセサイザーの要であるモジュレーションがモジュラーシンセサイザーのようにソースとデスティネーションを自由に選択して設定するようになっており、エディットモード内にそのための専用画面が用意されている。
例として、LFOで音量を変調するトレモロ効果を得る場合は次のように設定する。
1.LFO → AMPVol  （LFO1から、アンプボリューム）
さらに、上のトレモロの深さをモジュレーションホイールで変更したい場合は、次のように設定する。
(1) 1. LFO → AMPVol　（LFO1から、アンプボリューム）
(2) 2. MWhl → Crd1Amt （モジュレーションホイールから、コード１のアマウント）
1つの音色に設定できるモジュレーションの数や、どのくらい変調するかの設定方法は機種により異なる。

### アサイナブルアウトプット
Proteusシリーズは廉価版の製品ラインを除くほとんどの機種でステレオアウトプットを3系統（メイン1、サブ2）備えており、パート毎に出力先を変更することができる。Proteus2000シリーズでは、1音色の中でレイヤー毎に出力先を指定することも可能。
サブアウトプット端子にはオーディオの入力も可能になっており、Yケーブルを使用することで外部エフェクターでプロセスした信号をProteusに戻し、メインアウトプットからまとめて出力することができる。エフェクターを搭載しない機種も多いProteusシリーズだが、アサイナブルアウトプットを活用して外部エフェクターを使用することなどが当初から想定されている。

### 操作系
Proteusシリーズは1Uのスペースと2行の液晶画面を基本としており、この制約の中で操作するために次のような操作系でほぼ統一されている。
- カーソルキー ： 順送り、または逆送りに画面内の項目を移動する。初期の機種では順送りのみ。
- EDITキー ：  選択中の音色を編集するモードに入る。
- Enterキー ： 項目の決定や実行（保存等）
- Masterキー ： MIDIの受信モードや全体のチューニングを設定するMASTERモードに移行する。
- データエントリー ： ロータリーエンコーダーにより選択中のパラメータを変更する。音色の変更もこれで行う。

## ラインナップ

### 初期モデル

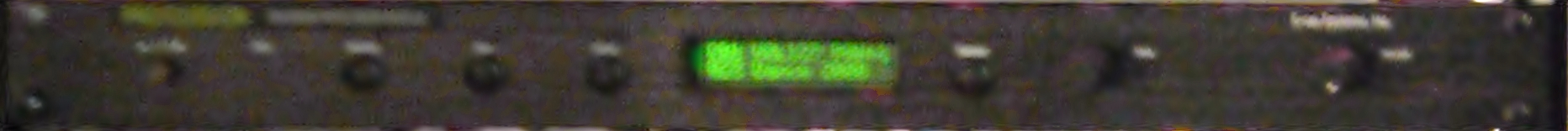
Proteus/1

- Proteus/1  ：「BAND IN A BOX」と銘打って発売された。ピアノやギター、ベース、ストリングスセクション、ホーン、シンセサイザー、ドラムスなど幅広い音色を搭載した音源モジュール。出荷時期によってパネルにあしらわれた機種名が「Proteus/1」「Proteus/1 POP/ROCK」の二種類存在する。  音色はプライマリー、セカンダリーの二つの波形を重ねることができ、それぞれにチューニングや音量の設定、エンベロープやLFOによるモジュレーションが可能。また、複数の音色を「リンク」機能によりスプリット、レイヤーさせることができる。  波形容量は4MBで、内部にさらに4MBの拡張ROMを搭載できるよう設計されており、Invision社がこのためのアップグレードキット"ProtoLogic"を発売した。
- Proteus/2  ：Proteus/1に続き発売された第二弾で、オーケストラの楽器を多数収録したモデル。弦楽器はバイオリンやチェロといった種別ごとに分けてあり、木管、金管楽器も幅広く収録された。  波形容量は8MBで、筺体を開けると2枚のROMが搭載されていることを確認できる（Proteus/1は1枚。）
- Proteus/3 ：民族音楽に使用されるエスニック楽器を幅広く収録したモデル。波形容量は4MBとなっている。

以上の3モデルはハードウェアを含め多くの仕様が共通であり、純粋に搭載する音色によってジャンルが分けられたものと言ってよい。このコンセプトは後年のProteus2000シリーズにも継承された。以下に、主なスペックを示す。
- 同時発音数：32音
- マルチティンバー数：16
- 内蔵エフェクター：なし
- MIDI端子：IN.OUT/THRU
- オーディオ出力端子：ステレオ×3系統
- D/A変換（出力）サンプリング周波数：39kHz
- D/A変換量子化ビット数：16ビット
- サイズ：1Uラックマウント（樹脂製筺体）
- 音色数：192　  このうち、64-127の64音色がRAMとなっておりユーザーが上書き可能

### 派生モデル
初期モデルには以下のような派生モデルが存在する。名称に「XR」がつくものはRAM領域が従来の64音色から拡張され、音色番号0-255の256音色が上書き可能となっている。
- Proteus/1 plus Orchestral ：Proteus/1にProteus/2の音色を抜粋した4MBの拡張ROMを搭載したもの。
- Proteus/1 XR ：Proteus/1のXR版。
- Proteus/2 XR ：Proteus/2のXR版。
- Proteus/3 XR ：Proteus/3のXR版。
- Proteus MPS ：61鍵盤モデル。Proteus/1をベースとし、後述するProformance相当のピアノ音色と、シリーズで初めての内蔵エフェクターが追加された。  オーケストラ音色を追加したProteus MPS plus Orchestralも存在する。

### 中期モデル
- Proteus FX  ： 1994年、廉価版Proteusとして登場したもので、Proteusシリーズ1/2/3から抜粋された音色を搭載する。当時の定価は12万円。「FX」の名のとおり内蔵エフェクターを搭載するが、フィルターは搭載していない。  同時発音数は32音、16パートマルチティンバー。また、当時のMIDI事情を鑑み「GMフレンドリーモード」を搭載している。サンプリングビット数は16、サンプリング周波数は39kHz、周波数応答(オーディオで言う周波数特性)は20～18kHz。オーディオ出力のサブアウトが無くなり、ステレオアウト1系統(R-L(MAIN)、R(MONO))のみとなっている。電源は通常トランスを介した直流電源変換やインバータ電源を搭載するが、この機種は付属のAC-ACアダプタ(電圧9VAC)を用いて本体に電源供給を行い、メイン基板上で直流化(整流)し、オーディオ出力系・ロジックコントロール系・表示系へそれぞれ送る極めて変則的な電源システムを持つ。故に本体の奥行きが152mmと極端に短く、およそ3分の1程度が空きスペースとなっている。
- Ultra Proteus  ： 後述する「Morpheus」と同一のハードウェアで音色セットをProteusシリーズよりにリニューアルしたモデル。Proteus1,2,3から抜粋された音色にProformanceのピアノ音色を搭載し、Z-planeフィルターと内蔵エフェクターを備える。  同時発音数は32音、16パートマルチティンバー。PCMCIAの音色カードが発売されたが、これらは波形を供給するものでなく本体の内蔵波形を使用した音色データとなっている。

### 後期モデル
- Proteus2000  ：1998年に発表されたモデル。従来機種を大きく上回るスペックをもち、音色は72pin SIMMによる拡張ROMで供給可能。ジャンル毎に特化した多数のモデルがあり、「Proteus2000シリーズ」とも言うべき独立したシリーズを形成した。  同時発音数は128音、32パートマルチティンバー。波形容量は32MBで最大128MBまで拡張可能。従来はプライマリー・セカンダリーの2レイヤー構成だった音色は4レイヤー構成となった。多数の系列機が発売された。

### ソフトウェア
- Proteus X ：2004年に発表されたWindows用のソフトウェアシンセサイザー。スタンドアロンまたは、VSTプラグインとして動作する。  以下のようなサウンドライブラリが付属していた。
  - Proteus X Composer  ：Proteus2000の全音色。
  - Saint Thomas Strings  ：ストリングスセクション。
  - Hip Hop Producer ：同社MO'Phattのためにサンプリングされたオリジナル録音。
  - Beat Shop One ：アコースティックドラムセット。キットとループを収録。
  - E-MU General MIDI ：同社APS等に付属していたサウンドフォントと同等の、8MBのGM対応サウンドセット。
  - Studio Grand ：新規に録音された1.4GBのグランドピアノ。強弱は4段階で、後期に出荷されたものは、フィルターを使って音色変化を補完している。
- Proteus VX　2008年に発表されたProteus Xのフリー版[1]。Proteus X Composerが付属している。

### 系列機

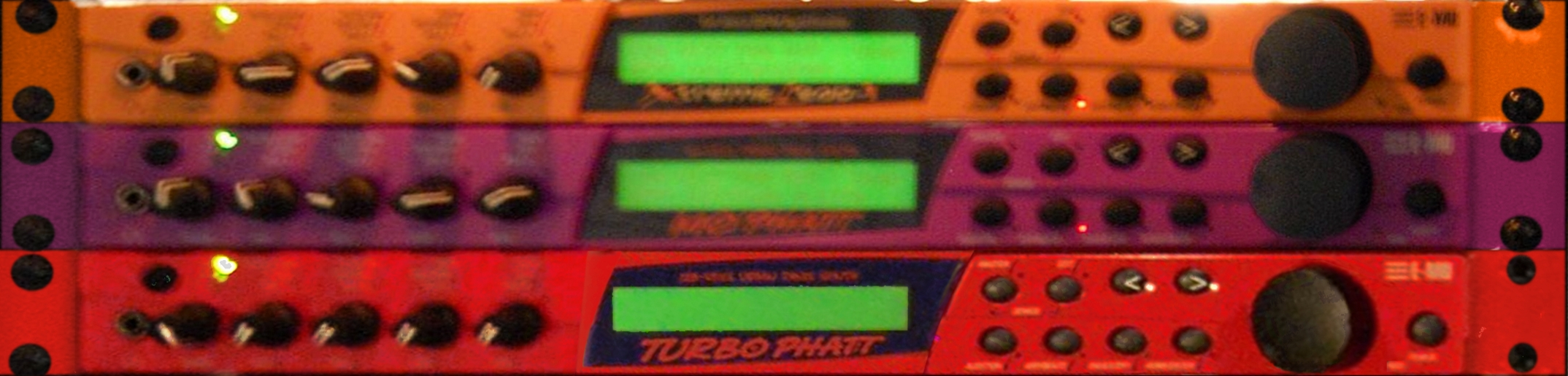
Xtreme Lead-1(写真上)　Mo'Phatt(写真中) 　Turbo Phatt (写真下)

「Proteus」の名称がつかないが同系列の機種を便宜上ここで取り扱う。
- Pro/Cussion：ドラム/パーカッションに特化したモデル。エフェクターは搭載していないが、ドラム波形を加工して使用する事で疑似的なリバーブを得るなど本機独特の機能を持つ。発音数などのスペックはProteus/1等と同じ。
- Proformance ：ハーフラックサイズのピアノ音源で、KAWAIのグランドピアノからサンプリングされたステレオサンプルを使用している。同時発音数は16音。  音色を追加したProformance plusというモデルも存在する。
- Vintage Keys ：ビンテージシンセ、エレピ等のサウンドを8MBのROMに収録したモデル。このモデルは当初からProteusシリーズとしてProteus/3よりも早くから企画されていた[2]ものの、当時は十分な性能のデジタルフィルターが開発されておらず見送られていたが、のちに同社EMaxに搭載された"H-Chip"を2つ搭載することでフィルターを実現し、本機の発売に至っている。波形容量を倍の16MBに増強したVintage Keys plusというモデルも存在する。  同時発音数などのスペックは、Proteus/1シリーズと同等。 また、Proteus2000シリーズの末期に本機と同名のキーボードモデルが発売されているが、システム的にもサウンド的にも別のものである。
- Morpheus ：初めてZ-Planeフィルターを搭載したモデル。名前の通りZ-Planeフィルターを活用した特徴的な音色を多数プリセットしているが、元となる波形はオーソドックスな楽器音も多い。  Ultra Proteusは本機のバリエーションモデルだが、Z-PlaneフィルターはUltra Proteusの方がさらに種類が増えている。
- Orbit  ：ダンスミュージック、特にテクノ/ハウス等に焦点を絞ったモデル。8MBの波形、Z-Planeフィルターに加えて、「BEAT MODE」というプリセットMIDIパターンを演奏する機能、さらにこれらのパターンを任意に並べる簡易シーケンサが搭載されていることが大きな特徴となっている。  同時発音数は32音、16マルチティンバー、ステレオアウトプット3系統といったスペックも歴代から受けつがれているが、内蔵エフェクターは省略された。パネルの色は黄金色。  BEAT MODEのパターン数を増やすなどの強化が為された、Orbit V2というモデルも存在する。
- Planet Phat ：Orbit V2と同等の音源システムだが、プリセット波形、音色がR&BやHip Hopなどのいわゆる「ブラックミュージック」に特化したモデル。パネルの色はメタリックな紫。
- Carnaval ：Orbit V2と同等の音源システムだが、特にラテン系のワールドミュージックに特化したモデル。BEAT MODEにも、モントゥーノなどのラテン系演奏パターンが数多くプリセットされている。パネルの色はメタリックな赤となっている。
- Audity2000 ：E-MUが70年代に開発したものの発売されなかった16ボイスアナログシンセサイザー、AUDITYの名前を冠したモデル。  直後に発売されるProteus2000シリーズと同じ筺体デザインだが同時発音数は32音、ROM容量は16MBとなっておりシステムの互換性はないが、操作性はProteus2000シリーズにほぼそのまま継承された。音色やROMの互換性は無い。本機にOrbit、Planet Phatの波形を追加する拡張ROMとして「Audity Extreme」が発売された。
- Mo'Phatt ：Planet Phattの後継機である、R&B等のブラックミュージックにフォーカスしたモデルで紫色のパネル。 サウンドとしてはPlanet Phattから引き継がず新規録音のものを中心にしており、それらはEmulator IVのCD-ROM「Platinum Phatt」や、Emulator X付属の「Hip Hop Producer」にも収録されている。[3]
- Turbo Phatt ：MO'PhattをTurbo アップグレードしたモデルで、赤いパネルのデザインとなった。
- Xtreme Lead-1 ：当初Orbitの後継機として登場した、テクノ/トランス/EDM等にフォーカスしたモデル。Audity2000＋Audity Extremeの全サンプルを搭載している。パネルの色はオレンジイエロー。[4]
- XL-1 TURBO ：Xtreme-Lead1をTurboアップブレードしたモデル。
- Planet Earth ：Proteus/3、Carnavalに続いて登場したワールドミュージック向けモジュールで、新規録音された32MBサンプルを搭載。これらのサンプルはEmulator IV用CD-ROM「Old World Instruments」と同名のEmulator X用ライブラリに、より豪華な内容で収録されている。 パネルは深い緑色のデザインとなった。
- Proteus Orchestra ：海外では「Virtuoso2000」の名称で発売された、オーケストラ音源モジュール。パネルの色はシルバー。
- B-3 ：ナイアシンのキーボーディスト、ジョン・ノヴェロのカスタムB-3をサンプリングして制作された32MBサウンドセットを持ったオルガン専用モジュール。パネルの色はアイボリー。
- Proteus1000 ：E-MU Systemsの30周年と、Proteus2000シリーズの累計販売台数5万台突破を記念してリリースされた音源モジュール。Proteus2000と同じサウンドセットをMO'Phatt等と同じ64音仕様のハードウェアに載せたものだが、出力のD/Aコンバータが20bitから24bitに改善された。
- Orbit-3 ：オランダのサウンドデザイナー、Rob Pappenが手がけたサウンドを2枚のROMにわたり収録したテクノ向け音源モジュール。パネルの色は黄色となっている。  本機のサウンドは、先行して販売されていたEmulator IV用CD-ROM「Techno Synth Construction Yard」から抜粋された同名のProteus2000シリーズ用拡張ROMと、同CD-ROMから新たに抜粋された「BEAT GARDEN」ROMの2枚を搭載し系64MBとなっている。
- Vintage Pro ：新規に録音されたビンテージキーボード/シンセ等のサウンドを搭載したモデルで、Vintage Keysの後継機にあたるモデル。本機に先行してキーボードモデル「Vintage Keys」が発売されており混同されることがある。パネルの色はブラックとシルバーのツートンカラーで、ノブ等も本機独特のデザインとなっている。E-MUが発売した最後の1U音源モジュール。

## 使用例
- ボブ・シングルトンは、音楽監督を務めたバーニー・アンド・ザ・バックヤード・ギャングとバーニー＆フレンズにおいて1990年から2000年まで、プロテウス1及び2を使用していた。
- エリック・セラは、007 ゴールデンアイの低い効果音を作るためにプロテウス2オーケストラを利用した。[5]
- ハイム・サバン
- マーク・スノウによるX-ファイルのテーマのホイッスル（パッチ＃125） [6] [7]。
- マイク・オドネルとジュニア・キャンベルによるきかんしゃトーマスの劇中BGMおよびイメージソング(シーズン3からシーズン7まで。一部Jupiter-6等による楽曲と併用)。
- 細野晴臣が「オムニ・サイト・シーイング」や「メディスン・コンピレーション」等のアルバムで多用している。